# Ébimpé
Ébimpé est un village inter-urbain du peuple Akyé, situé dans la sous-préfecture et commune d'Anyama à Abidjan, la capitale économique de la Côte d'Ivoire. Le village se fait connaître grâce à la construction du stade olympique Alassane Ouattara sur ces terres à la faveur de la Coupe d'Afrique des nations de football 2023,.

## Géographie
Le village d'Ébimpé, situé à 10 km au nord d'Abidjan dans la commune d'Anyama, fait partie des neuf villages de la sous-préfecture d'Anyama devenue commune du district  d'Abidjan en 1986,. Il a été dénombré 3 949 habitants dans ce village interurbain après le recensement général de la population de l'habitat en 2014. Ce recensement a été conduit par l'Institut national de la statistique.

## Histoire
En 2023, le chef du village d'Ébimpé est Mondon Atsin Pacôme,.

## Culture locale et patrimoine
La fête de génération est une tradition séculaire qui se déroule tous les 15 ans dans les villages Akyés dont Ébimpé. Elle marque les différentes étapes d'une classe d'âge, de l'adolescence à l'âge adulte.
Au cours de cette fête, la génération au pouvoir dans le village d'Ébimpé propose des candidats parmi les aînés de cette génération. Les sages, qui sont les responsables religieux et traditionnels du village, désignent ensuite le nouveau chef qui régnera sur le village durant la prochaine période de 15 ans. C'est une occasion de grande fête populaire intergénérationnelle. Elle est marquée par des danses, des chants, des jeux et des cérémonies traditionnelles.
Le village d'Ébimpé rassemble quatre générations, chacune ayant son propre rôle et ses propres responsabilités. Ces générations sont subdivisées en quatre catégories, qui correspondent aux quatre fonctions principales de la société. Il s'agit des générations Gnando, Djougbo, Mounan et M’Mlechoue. À l’intérieur de ces générations, les quatre catégories sont Djewe, Tchogba, Bon’to et Agbri.
En 2021, la génération Mounan du village d'Ébimpé a fait sa sortie lors de la fête de génération,.